# Bigor (Podgorica)
Pour l’article homonyme, voir Bigor.
Bigor (en serbe cyrillique: Бигор) est un village de l'est du Monténégro, dans la municipalité de Podgorica.

## Démographie

### Évolution historique de la population
| 1948 | 1953 | 1961 | 1971 | 1981 | 1991 | 2003 |
| ---- | ---- | ---- | ---- | ---- | ---- | ---- |
| 120  | 134  | 135  | 129  | 108  | 99   | 85   |